# Лозоватка (річка)
Лозоватка — річка в Україні у Онуфріївському районі Кіровоградської області. Права притока річки Омельника (басейн Дніпра).

## Опис
Довжина річки приблизно 4,96 км, найкоротша відстань між витоком і гирлом — 4,28  км, коефіцієнт звивистості річки — 1,16 . Формується декількома струмками та загатами.

## Розташування
Бере початок на північно-східній стороні від села Байдакове. Тече переважно на північний схід і на північно-східній околиці села Камбурліївка впадає у річку Омельник, праву притоку річки Дніпра.

## Цікаві факти
- На річці існують птахо-тваринна ферма (ПТФ) та декілька газових свердловин[2].